# フィリップ・チャウナー
フィリップ・チャウナー(1985年11月3日 - )は、西ドイツ・シュヴァーバッハ出身の元サッカー選手。現役時代のポジションはGK。

## 経歴
2006年夏に1860ミュンヘンに3年契約で移籍した。
2011-12シーズンにはFCザンクト・パウリに移籍した。2013年4月1日、2.ブンデスリーガ27節のパーダーボルン戦のアディショナルタイムに2-2とする同点弾をヘディングで決めた。
2015年5月14日にはハノーファー96に移籍した。2部降格後に、正守護神のロン＝ロベルト・ツィーラーが移籍した後は定位置を確保した。2017-18シーズンにはミヒャエル・エッサーが加入したが、ポジションを譲らずにチームの正ゴールキーパーとして活躍した。
2018年12月30日、FCインゴルシュタット04への期限付き移籍が発表された。
2019年7月30日、RBライプツィヒと2年契約を締結したことが発表された。